# Selección de baloncesto de Turquía
La selección de baloncesto de Turquía (en turco: Türkiye Millî Basketbol Takımı) es el equipo formado por jugadores de nacionalidad turca que representa a la Federación Turca de Baloncesto (TBF) en las competiciones internacionales organizadas por la Federación Internacional de Baloncesto (FIBA) o el Comité Olímpico Internacional (COI): los Juegos Olímpicos, la Copa Mundial de Baloncesto y el EuroBasket.
Turquía ha competido en todos los grandes torneos internacionales de baloncesto. Sus mayores logros son ganar dos medallas de plata en casa en el EuroBasket (2001) y la Copa Mundial FIBA (2010), respectivamente. Turquía también ha ganado dos medallas de oro (1987, 2013), una de plata (1971) y tres de bronce (1967, 1983, 2009) en los Juegos Mediterráneos. También ganaron la medalla de oro en el Campeonato de los Balcanes de 1981.
Actualmente, Turquía ocupa el puesto 24 en el Ranking Mundial FIBA.

## Plantilla
- Lista de jugadores convocados que disputaron el EuroBasket 2015.

| Turquía                  | Turquía          | Turquía | Turquía | Turquía | Turquía            |
| Num                      | Jugador          | Pos     | Altura  | Edad    | Equipo             |
| ------------------------ | ---------------- | ------- | ------- | ------- | ------------------ |
| 4                        | Kartal Özmızrak  | B       | 1,85 m  | 19      | Beşiktaş           |
| 5                        | Sinan Güler      | E       | 1,92 m  | 31      | Galatasaray        |
| 6                        | Cedi Osman       | A       | 2,00 m  | 20      | Anadolu Efes       |
| 7                        | Barış Hersek     | AP      | 2,08 m  | 27      | Fenerbahçe         |
| 8                        | Ersan Ilyasova   | AP      | 2,08 m  | 28      | Detroit Pistons    |
| 9                        | Semih Erden      | P       | 2,11 m  | 29      | Darüşşafaka        |
| 10                       | Melih Mahmutoğlu | E       | 1,91 m  | 25      | Fenerbahçe         |
| 11                       | Oğuz Savaş       | P       | 2,11 m  | 28      | Darüşşafaka        |
| 12                       | Furkan Korkmaz   | E       | 2,00 m  | 18      | Anadolu Efes       |
| 13                       | Ali Muhammed     | B       | 1,78 m  | 32      | Fenerbahçe         |
| 14                       | Göksenin Köksal  | E       | 1,96 m  | 24      | Galatasaray        |
| 15                       | Furkan Aldemir   | AP      | 2,07 m  | 24      | Philadelphia 76ers |
| Entrenador: Ergin Ataman |                  |         |         |         |                    |

## Jugadores destacados
- Can Bartu
- Erman Kunter
- Efe Aydan
- Yalçın Granit
- Doğan Hakyemez
- Harun Erdenay
- Tamer Oyguç
- Ufuk Sarıca
- Volkan Aydın
- Orhun Ene
- Mehmet Okur
- Hidayet Türkoğlu
- Mirsad Türkcan
- İbrahim Kutluay
- Kerem Tunçeri
- Hüseyin Beşok

## Historial

### Copa Mundial
Resultado General: 16.º puesto
| Copa Mundial de Baloncesto |
| --- |
| - 1950: No calificó - 1954: No calificó - 1959: No calificó - 1963: No calificó - 1967: No calificó - 1970: No calificó - 1974: No calificó - 1978: No calificó - 1982: No calificó - 1986: No calificó - 1990: No calificó - 1994: No calificó - 1998: No calificó - 2002: 9° Lugar - 2006: 6° Lugar - 2010: - 2014: 8° Lugar - 2019: 22° Lugar - 2023: No calificó - 2027: TBD |

### Juegos Olímpicos
| Baloncesto en los Juegos Olímpicos |
| --- |
| - Berlín 1936: 23° Lugar - Londres 1948: No calificó - Helsinki 1952: 21° Lugar - Melbourne 1956: No calificó - Roma 1960: No calificó - Tokio 1964: No calificó - México 1968: No calificó - Múnich 1972: No calificó - Montreal 1976: No calificó - Moscú 1980: No calificó - Los Ángeles 1984: No calificó - Seúl 1988: No calificó - Barcelona 1992: No calificó - Atlanta 1996: No calificó - Sídney 2000: No calificó - Atenas 2004: No calificó - Pekín 2008: No calificó - Londres 2012: No calificó - Río 2016: No calificó - Tokio 2020: No calificó - París 2024: No calificó |

### EuroBasket
| EuroBasket |
| --- |
| - 1935: No participó - 1937: No participó - 1939: No participó - 1946: No participó - 1947: No participó - 1949: 4° Lugar - 1951: 6° Lugar - 1953: No participó - 1955: 11° Lugar - 1957: 9° Lugar - 1959: 12° Lugar - 1961: 10° Lugar - 1963: 15° Lugar - 1965: No participó - 1967: No participó - 1969: No participó - 1971: 12° Lugar - 1973: 8° Lugar - 1975: 9° Lugar - 1977: No participó - 1979: No participó - 1981: 11° Lugar - 1983: No participó - 1985: No participó - 1987: No participó - 1989: No participó - 1991: No participó - 1993: 11° Lugar - 1995: 13° Lugar - 1997: 8° Lugar - 1999: 8° Lugar - 2001: - 2003: 12° Lugar - 2005: 9° Lugar - 2007: 11° Lugar - 2009: 8° Lugar - 2011: 11° Lugar - 2013: 17° Lugar - 2015: 14° Lugar - 2017: 14° Lugar - 2022: 10° Lugar - 2025: TBD |

## Palmarés
- Copa Mundial de Baloncesto:
  -  Subcampeón (1): 2010

- EuroBasket:
  -  Subcampeón (1): 2001

- Juegos Mediterráneos:
  -   Campeón (2): 1987, 2013
  -  Subcampeón (1): 1971
  -  Tercer lugar (3): 1967, 1983, 2009